# László Madarász
Dans le nom hongrois Madarász László, le nom de famille précède le prénom, mais cet article utilise l’ordre habituel en français László Madarász, où le prénom précède le nom.
László Madarász de Kisfalud (né le 25 septembre 1811 à Gulács, mort le 6 novembre 1909 à Good Hope dans le Missouri) est un homme politique hongrois. Il a notamment été responsable de la police pendant la Révolution hongroise de 1848. Membre de la famille Madarász, il est le frère de József Madarász.

## Biographie
Après des études de droit, il est avocat à Székesfehérvár et devient l'une des principales figures des mouvements d'opposition dans le comitat de cette ville, Fejér. Il est élu député du comitat de Somogy dans la dernière Assemblée des ordres (rendi országgyűlés) de Pozsony avant la Révolution hongroise de 1848, et fait partie de l'aile gauche de l'opposition.
Dans la nouvelle Assemblée nationale de 1848 fondée pour la première fois sur la démocratie représentative, il représente la circonscription de Csákvár du comitat de Fejér. Il devient le dirigeant de la minorité radicale, écrit dans le journal Nép-Elem (« L'élément populaire », dans le sens de classe populaire), et est le fondateur et premier président de la Société pour l'Égalité (Egyenlőségi Társaság). Il dirige à partir de novembre 1848 la division chargée de la police et des affaires postales au sein du gouvernement provisoire de la Révolution hongroise, le Comité de défense du pays (Országos Honvédelmi Bizottmány) présidé par Lajos Kossuth.
En tant qu'homme politique représentant par son point de vue extrémiste la terreur révolutionnaire, il devient impopulaire. Les partisans d'un arrangement dans les formes légales avec le nouvel empereur d'Autriche François-Joseph, appelés « parti de la paix » (Békepárt), font de lui leur principale cible au sein de l'Assemblée qui a dû déménager début 1849 à Debrecen, l'appelant « ministre de la police » et chef des « flamants roses » qui exigent le « terrorisme » révolutionnaire. Il est notamment accusé dans le journal Esti Lapok par son rédacteur en chef, l'écrivain Mór Jókai, et par le journaliste et député Lajos Kovács de détournement des diamants du comte Ödön Zichy, exécuté par le général hongrois Artúr Görgey pour sa trahison supposée en faveur du général croate Josip Jelačić. Le « parti de la paix » obtient ainsi la démission du « ministre aux diamants », qui renonce également à son mandat de député en mai 1849 mais est cependant réélu par la circonscription de Csákvár.
À la chute de la Révolution hongroise en août 1849, il s'exile en Suisse, puis à l'automne 1850 aux États-Unis, où il vit encore une soixantaine d'années comme fermier, se retirant de la vie publique et même de la compagnie d'autres émigrés hongrois. Il s'établit d'abord à une quinzaine de miles au nord de la colonie hongroise de New Buda dans l'Iowa, puis à Palatka en Floride et enfin à Good Hope (comté de Douglas) dans le Missouri,.